# Sotodosos
Sotodosos è un comune spagnolo di 41 abitanti situato nella comunità autonoma di Castiglia-La Mancia.